# Список бронетехники Нацистской Германии
В данный список входят образцы бронетехники, разработанные и построенные для Нацистской Германии, в период с 1934 по 1945 год. В список также включены образцы бронеавтомобилей. Кроме того, отдельно указаны нереализованные проекты бронетехники, разработанные в Германии (самоходные артиллерийские установки и железнодорожная бронетехника не указаны).

## Бронеавтомобили
| Обозначение                          | Изображение | Годы Разработки | Годы производства | Кол-во,шт. | Краткое описание |
| ------------------------------------ | ----------- | --------------- | ----------------- | ---------- | --- |
| Schwerer Panzerspähwagen «Пума»      |             | 1942—1943       | 1943—1944         | 101        | Бронеавтомобили «Пума» использовались германскими войсками в ротах бронеавтомобилей разведывательных батальонов танковых и моторизованных дивизий с конца 1943 года и вплоть до 1945 года. По штатам 1162d от 1.3.1944 (рота с 19 234/1) и 11162(fG) от 1.4.1945 (рота с 9 234/1 и 8 234/4) в роте бронеавтомобилей разведывательного батальона танковой или моторизованной дивизии от 19 до 17 бронеавтомобилей, в том числе по последнему штату 8 бронеавтомобилей огневой поддержки Sd.Kfz.234/4 с 75-мм пушками |
| ADGZ                                 |             | 1933            | 1935-1942         | 52         | Во время аншлюса 12 машин ADGZ использовались в австрийской армии и 15 в полиции. Немцы стали использовать этот бронеавтомобиль для полицейских нужд. Некоторые ADGZ использовались частями СС на восточном фронте и на Балканах. СС заказали 25 дополнительных машин ADGZ, которые были поставлены в 1942 году. Интересной особенностью этого бронеавтомобиля было отсутствие кормы — оба конца автомобиля были оборудованы водительским местом и могли служить передом. 3-й батальон 4-го полка СС «Остмарк», усиленный местными добровольцами и переименованный в «SS Heimwehr Danzig» («отряд самообороны „Данциг“»), получил 14 бронеавтомобилей ADGZ, часть из которых использовалась в ходе боёв за почтовое отделение в Вольном городе Данциге (Гданьске) 1 сентября 1939 года. Позже, после вторжения в СССР, несколько ADGZ были оборудованы башнями трофейных советских лёгких танков Т-26. |
| Kugelpanzer                          |             | -               | -                 | 1          | Машина наблюдателя «Кугэлпанцзэр» (нем. «Kugelpanzer», «танк-шар») — лёгкий бронеавтомобиль, спроектированный в нацистской Германии в 1930-х гг предположительно фирмой Крупп. По словам сотрудников бронетанкового музея в Кубинке, машина разработана в качестве подвижного наблюдательного пункта для корректировки огня артиллерии. По состоянию на 2009 год происхождение и назначение машины точно не установлено. |
| Maschinengewehrkraftwagen Kfz. 13    |             | 1933            | 1933-1935         | 159        | Лёгкий бронеавтомобиль 1930-х годов. Первый бронеавтомобиль Германии созданный в 1930-е годы. Разработан на шасси легкового автомобиля Adler 3Gd. в 1932 году для разведки и сопровождения кавалерии и производился серийно в 1933—1935 годах. Из-за примитивности конструкции Kfz. 13 большой популярностью в войсках не пользовались, но тем не менее, несмотря на устарелость, оставались в боевых частях до 1941 года, после чего использовались в качестве учебных. |
| Leichter Panzerspähwagen Sd.Kfz. 221 |             | 1934            | 1935-1940         | 339        | Лёгкий бронеавтомобиль 1930-х годов. Разработан фирмой Eisenwerken Weserhütte в начале 1930-х годов на роль разведывательной или штабной машины. Серийное производство осуществлялось с 1935 по сентябрь 1940 года, общий выпуск составил 339 машин. Sd.Kfz.221 использовались германскими войсками в ротах и взводах бронеавтомобилей разведывательных батальонов дивизий на всём протяжении Второй мировой войны, постепенно сменяясь более совершенными Sd.Kfz. 222. |
| Sd.Kfz. 222                          |             | 1934            | 1937-1944         | 989        | Лёгкий бронеавтомобиль 1930-х годов. Разработан фирмой Eisenwerken Weserhütte в середине 1930-х годов на роль разведывательной или штабной машины. Серийное производство началось в 1937 году и продолжалось до февраля 1944 года, всего выпущено 989 бронеавтомобилей этого типа. Sd.Kfz. 222 использовались германскими войсками на всём протяжении ВОВ, 12 их продано Китаю и 17 Болгарии |

## Танки

### Реализованные
| Обозначение          | Изображение | Годы разработки | Годы производства | Кол-во,шт.         | Краткое описание |
| -------------------- | ----------- | --------------- | ----------------- | ------------------ | --- |
| Leichttraktor        |             | 1928            | 1930-1931         | 4                  | По условиям Версальского мирного договора Германии запрещалось иметь собственный танковый парк, поэтому машину в целях дезинформации их планировалось выпускать под видом трактора. Работы над лёгким танком VK 31 (для сохранения секретности именовавшемся «Kleintraktor», с нем. — «малый трактор») начались на два года позже, чем над тяжёлым «Grosstraktor». 28 марта 1928 года верховное командование вермахта объявило конкурс на разработку гусеничной боевой машины с массой до 12 т. Опытные образцы планировалось получить в начале 1930 года, а стоимость одного танка не должна была превышать 50 000 немецких марок. В дальнейшем планировалось создать ещё 17 машин по той же цене. |
| Großtraktor          |             | 1925            | 1928-1930         | 6                  | Машины «Даймлер-Бенц», последняя из которых была построена только в 1930 году, получили номера 41 и 42, к которым впоследствии добавилось название «Grosstraktor I», машины фирмы «Крупп» — № 43 и 44, «Grosstraktor III», рейнметалловские «сельхозмашины» были обозначены под № 45 и 46, «Grosstraktor II». |
| Pz.Kpfw. I           |             | 1930-1934       | 1934-1938         | 1575               | В середине — второй половине 1930-х годов Pz.Kpfw.I составил основу только что созданных германских бронетанковых войск и оставался в этой роли вплоть до 1937 года, когда началось массовое производство более совершенных танков. Первое боевое применение танка состоялось в 1936 году в ходе гражданской войны в Испании, позднее танк активно использовался германскими войсками на начальном этапе Второй мировой войны. К 1941—1942 годам он был полностью заменён более современными танками и по причине крайней устарелости снят с вооружения, однако в роли учебно-тренировочной машины Pz.Kpfw.I использовался вплоть до конца войны. Помимо вермахта, Pz.Kpfw.I поставлялся, в основном в незначительных количествах, в ряд других стран, в том числе в Испанию, где танки этого типа продолжали эксплуатироваться вплоть до конца 1940-х годов. |
| Pz.Kpfw. Il          |             | 1934            | 1935-1943         | 2050               | Разработан в 1934 году. В различных модификациях производился до 1943 года. В начале Второй мировой войны такие танки составляли 38 процентов танкового парка вермахта. Первые модификации Pz.Kpfw. II в боях оказались слабее по вооружению и бронированию практически всех танков аналогичного класса: польских 7TP, французских R35 и H35, чешских LT vz.38, советских Т-26 и БТ. Начиная с 1938 года, модификации Pz.Kpfw. II Ausf. C существенно превосходили по бронированию лёгкие танки аналогичного класса: польские 7TP, советские Т-26 и БТ. Лишь в 1942 году их вывели из состава танковых полков и частично использовали либо в штурмовых артиллерийских бригадах, либо на второстепенных участках фронта. Шасси танка Pz.Kpfw. II было выпущено в количестве более 3500 штук вместе с собственно танками. |
| Pz.Kpfw. Ill         |             | 1935-1937       | 1937-1943         | 6166               | Эти боевые машины использовались вермахтом с первого дня Второй мировой войны. Последние записи о боевом применении Pz.Kpfw.III в штатном составе подразделений вермахта датируются серединой 1944 года, одиночные танки воевали вплоть до капитуляции Германии. С середины 1941 по начало 1943 года Pz.Kpfw.III был основой бронетанковых войск вермахта (панцерваффе) и, несмотря на относительную слабость по сравнению с современными ему танками стран антигитлеровской коалиции, внёс значительный вклад в успехи вермахта того периода. Танки этого типа поставлялись армиям стран-союзников Германии по Оси. Захваченные Pz.Kpfw.III с хорошими результатами использовались Красной армией и союзниками. На базе Pz.Kpfw.III в Германии и СССР создавались самоходно-артиллерийские установки (САУ) различного назначения. |
| Pz.Kpfw.IV           |             | 1934-1936       | 1937-1945         | 8573               | Средний танк бронетанковых войск Вермахта периода Второй Мировой войны. Самый массовый танк Вермахта выпущено почти 8600 машин; серийно выпускался с 1937 по 1945 год в нескольких модификациях. Является самым массовым танком в истории танкостроения Германии. |
| Pz.Kpfw.38(t)        |             | 1937            | 1939-1942         | 1433               | Изначально чехословацкий лёгкий танк конца 1930-х годов, созданный фирмой ЧКД. Более известен под использовавшимся в нацистской Германии обозначением Panzerkampfwagen 38(t) или Pz.Kpfw.38(t), под которым выпускался после оккупации Чехословакии, считаясь на тот момент одним из лучших лёгких танков Вермахта. Принимал активное участие в начальной стадии ВОВ. |
| Pz.Kpfw.V Пантера    |             | 1941-1942       | 1943-1945         | ~6000              | Танк разработан фирмой MAN в 1941—1942 годах как ответ на появление на фронтах советского танка Т-34. «Пантера» была вооружена орудием меньшего калибра, чем «Тигр», и по немецкой классификации считалась средним танком. В советских же документах «Пантера» по своим боевым и техническим данным относилась к тяжёлым танкам. 75-мм пушка «Пантеры» по бронебойному действию превосходила основное вооружение танка «Тигр». В ведомственной сквозной системе обозначений военной техники нацистской Германии «Пантера» имела индекс Sd.Kfz. 171. Начиная с 27 февраля 1944 года известен под обозначением Panzerkampfwagen V Panther. Боевым дебютом «Пантеры» стала битва на Курской дуге. Впоследствии танки этого типа активно использовались вермахтом и войсками СС на всех европейских театрах военных действий. Танк имел ряд недостатков, был сложен в производстве и эксплуатации. На базе «Пантеры» выпускались противотанковые самоходные артиллерийские установки «Ягдпантера», инженерный танк «Bergepanther» и ряд специализированных машин для инженерных и артиллерийских частей немецких вооружённых сил. |
| Pz.Kpfw. Vl Тигр     |             | 1938-1941       | 1942-1944         | 1347 (без Tiger P) | Впервые танки «Тигр» приняли участие в боевых действиях 29 августа 1942 года у станции Мга под Ленинградом, массированно начали применяться при взятии Харькова в феврале — марте 1943 года. Использовались вермахтом и войсками СС вплоть до окончания Второй мировой войны. Общее количество выпущенных машин, включая 10 Pz.Kpfw. VI Tiger (P) — 1359 единиц. В ведомственной сквозной классификации бронетехники нацистской Германии танк получил обозначение Pz.Kpfw.VI Ausf.E. В марте 1943 года производственное обозначение изменили на Pz.Kpfw. Tiger, (одновременно для новой модификации «Тигр-II» ввели обозначение Pz.Kpfw. Tiger Ausf. B). Приказом Гитлера в январе 1944 года танк был обозначен Panzerkampfwagen Tiger Ausf.E. После принятия на вооружение танков Tiger II, неофициально также использовалось название Tiger I, с добавлением римской единицы. Производственная модификация была при этом только одна, хотя в конструкцию танка вносились небольшие изменения. |
| Тигр ll              |             | 1942            | 1943-1945         | 492                | Последний серийный тяжёлый танк нацистской Германии. Благодаря мощной 88-мм пушке был способен поражать в лобовой проекции все танки антигитлеровской коалиции периода Второй мировой войны на дистанциях более 2,5 км, что значительно превышало эффективную дальность стрельбы танковых пушек союзных войск. Толстые листы брони, расположенные под рациональными углами наклона, обеспечивали танку высокую защиту от большинства противотанковых средств того времени. Вместе с тем, высокий вес и недостаточная мощность двигателя обусловили невысокие ходовые качества и общую низкую надёжность «Тигра II». |
| Pz.Kpfw. Vlll "Маус" |             | 1942-1945       | 1945              | 2                  | Сверхтяжёлый танк, спроектированный в Третьем рейхе в период с 1942 по 1945 годы под руководством Фердинанда Порше. Является самым крупным по массе танком из всех, когда-либо воплощённых в металле (боевая масса — 188,9 тонн). Было построено всего два экземпляра машины. В боевых действиях не участвовал. На данный момент в мире сохранился только один танк «Маус», собранный из частей обоих экземпляров, в Техническом Центре "ПАРК ПАТРИОТ". |

### Нереализованные танки
| Обозначение      | Картинка | Годы разработки | Краткое описание |
| ---------------- | -------- | --------------- | --- |
| Pz.Kpfw. Vll Лев |          | 1941-1942       | Проект немецкого сверхтяжёлого танка, разработанный в 1941—1942 году фирмой Krupp. Прототип не был изготовлен — имеются лишь различные опытные чертежи, был создан макет из дерева. Одним из вариантов танка был VK 72.01,который представлял из себя тот же танк,но с кормовым расположением башни. От проекта отказались в пользу сверхтяжёлого «Мауса».                                                       |
| P.1000 Крыса     |          | 1942-1943       | Обозначение сверхтяжёлого танка, проект которого разрабатывался в Германии в 1942—1943 годах под руководством Эдварда Гротте. Полное название танка расшифровывается как «сухопутный крейсер весом 1000 тонн „Крыса“». Примечательно, что в 1931 году в СССР рассматривался проект очень схожей машины, выполненный тем же автором — 1000-тонного танка ТГ-5. Данный танк иногда называют «сухопутным кораблем». |
| P.1500           |          | 1942-1943       | Нереализованный проект сверхтяжёлого танка на базе орудия Дора, разрабатывавшийся в нацистской Германии в годы Второй мировой войны. Несмотря на упоминание в некоторых популярных работах, нет надёжной документации, подтверждающей существование проекта, и это может быть забавой инженера или откровенной мистификацией.                                                                                    |